# KATY
香椎かてぃ（かしい かてぃ、1998年（平成10年）10月10日 - ）は、日本のミュージシャン、タレント、モデル。ガールズロックバンド・Hazeのヴォーカル、ギターリスト。女性アイドルグループ・meltia、ZOCの元メンバー。悪魔のキッスのメンバー。
2021年3月、香椎かてぃからKATYへ改名。2023年7月、再び香椎かてぃへ改名。ekoms所属。神奈川県三浦市出身。

## 経歴
2014年10月、原宿発・ロリィタアイドルグループ・meltia結成（当時の名称は「田んぼかてぃ」）。2016年1月末をもって卒業。
2016年、ミスiD2017・大森靖子賞を受賞（当時の名称は「かてぃ」）。
2018年9月、大森が「共犯者」を務めるアイドルグループ・ZOC結成に参加（当時の名称は「香椎かてぃ」）、
2020年12月4日、ZOC公式サイトにおいて、2021年2月にZOCを卒業することを発表。2月8日、日本武道館で開催された「ZOC NEVER TRUST ZOC FINAL」で卒業した。
2021年3月20日、KATYに改名、活動を再開する旨が発表されたが、現在も公式SNSでは「かてぃ」名義表記が使われている。
2021年10月29日、ロックバンドHazeを結成。ヴォーカルとギター担当。

## 人物・エピソード
- 兄が元暴走族で、たびたび暴力を振るわれていた[8]。その暴力に耐えかねて上京したが、一時期住むところを失い公園生活をしており、ミスiDの選考委員であった吉田豪の仕事場の一室を借りて住んでいたことがある[8]。
- ZOC結成を前に、葵時フィンと共同生活を始めるが、フィンが結成直後に脱退したのでその後は一人暮らしである[9]。
- ZOCメンバーの戦慄かなのは、かてぃとは顔合わせ当初は険悪な仲だったが、かてぃが足の匂いを嗅がせたことで「足の匂い嗅がせる奴に悪い奴はいない」（プライドが高かったら足の臭いを嗅がせることはしないだろう）と思い、デビュー前には仲良くなったと語っている[10]。
- 芸名・かてぃは狩野英孝の元嫁が狩野英孝のことをかてぃと呼んでいたことが由来[11]。
- 喫煙者[12]。銘柄はメビウス。

## 出演

### テレビ
- ゴッドタン（2019年2月17日（16日深夜）、テレビ東京）※「このツイッターが心配だ2019」
- 人生のゲーム実況！思い出GAMES（2020年4月1日（3月31日深夜）、中京テレビ）[13]
- バズリズム02 (日本テレビ、2020年4月11日(10日深夜)、「令和の危険なアーティスト特集」

### ラジオ
- ミュ〜コミ+プラス（2020年3月3日 - 、ニッポン放送）※「香椎かてぃの喫煙所探訪」

### ミュージックビデオ
- 地縛少年バンド「No.7」　(2020年2月12日) ※TVアニメ『地縛少年花子くん』オープニングテーマ

- クリープハイプ「しょうもな」（2021年）※配信ジャケットのモデルも務めている[14]
- 戦慄かなの×かてぃ「悪魔のキッス」（2022年）
- Tohji「ULTRA RARE」（2022年）[15]

## Haze名義

### 音源
- 煙霧（2021年10月29日）
- 挽肉（2021年12月11日）
- 引きこもりロック（2022年3月28日）
- ロリポッチュ（2022年5月28日）
- ギャルガル（2022年8月17日）
- NOIZE（2022年10月31日）
- シュシュタイト（2023年5月7日）
- 眠り姫（2023年6月３日）
- glare（2023年8月11日）
- 陰陽思想（2024年7月1日）

## 作品

### ゲーム
- 「ゾックゾクアドベンチャー！〜かてぃの元カレデストロイ〜」（変幻茶屋）

## 書籍
- 『新あいどる聖書』（2020年4月24日、扶桑社）ISBN 978-4594084516
- 『ZOC BIBLE』（2021年4月1日、KADOKAWA）ISBN 978-4048969376
- 『ファッションカルト』（2021年8月29日、扶桑社）ISBN 978-4594089054